# Elliptic Curve DSA
Der Elliptic Curve Digital Signature Algorithm (ECDSA) ist eine Variante des Digital Signature Algorithm (DSA), die Elliptische-Kurven-Kryptographie verwendet.

## Unterschiede zum normalen DSA-Verfahren
Generell gilt bei der Elliptische-Kurven-Kryptographie die Faustregel, dass die Bitlänge des Erzeugers der verwendeten Untergruppe etwa dem Doppelten des Sicherheitsniveaus {\displaystyle t} entsprechen sollte. Bei einem Sicherheitsniveau von {\displaystyle t=80} Bit, bei dem ein Angreifer {\displaystyle 2^{80}} elementare Operationen durchführen muss, um den privaten Schlüssel zu finden, hätte ein DSA-Schlüssel eine Länge von circa 1024 Bit, ein ECDSA-Schlüssel aber nur eine Länge von 160 Bit. Eine Signatur ist jedoch bei beiden Verfahren gleich lang: {\displaystyle 4t} Bit, also 320 Bit für ein Sicherheitsniveau von 80 Bit.

## Schlüsselerzeugung
Alice möchte eine signierte Nachricht an Bob schreiben. Zu Beginn muss man sich auf die Kurvenparameter {\displaystyle (q,FR,a,b,DomainParameterSeed,G,n,h)} einigen. Die ersten Parameter beschreiben die verwendete Kurve: {\displaystyle q} ist die Ordnung des Körpers, auf dem die Kurve definiert ist; {\displaystyle FR} ist die Angabe der verwendeten Basis; {\displaystyle a} und {\displaystyle b} sind zwei Körperelemente, die die Gleichung der Kurve beschreiben; {\displaystyle DomainParameterSeed} ist eine mögliche, zufällig erzeugte Zeichenkette, die vorliegt, wenn die Kurve nachweislich zufällig erzeugt wurde.
Weiterhin werden benötigt:
- {\displaystyle G}, ein fester Erzeuger der {\displaystyle n}-Torsionsuntergruppe der Kurve (i. e., {\displaystyle G=(x_{G},y_{G})});
- {\displaystyle n}, die Ordnung des Punktes {\displaystyle G}, und {\displaystyle h}, der Cofaktor (gleich der Ordnung der Kurve geteilt durch die Gruppenordnung {\displaystyle n});
- {\displaystyle L_{n}}, die Bitlänge der Gruppenordnung {\displaystyle n};
- eine kryptologische Hashfunktion HASH, wie z. B. SHA-2.

Um ihr Schlüsselpaar zu generieren, erzeugt Alice als geheimen Schlüssel {\displaystyle d_{A}} eine zufällige Ganzzahl im Intervall {\displaystyle [1,n-1]}. Der zugehörige öffentliche Schlüssel ist {\displaystyle Q_{A}=d_{A}G}.

## Algorithmus zur Erzeugung einer Signatur
Will Alice eine Nachricht {\displaystyle m} signieren, geht sie folgendermaßen vor:
1. Berechne {\displaystyle e={\textrm {HASH}}(m)} und definiere {\displaystyle z} als die {\displaystyle L_{n}} höchstwertigen Bits von {\displaystyle e}.
2. Wähle eine zufällige Ganzzahl {\displaystyle k} von {\displaystyle [1,n-1]}.
3. Berechne {\displaystyle r=x_{1}{\pmod {n}}}, wobei {\displaystyle (x_{1},y_{1})=kG}. Wenn {\displaystyle r=0}, gehe zum Schritt 2 zurück.
4. Berechne {\displaystyle s=k^{-1}(z+rd_{A}){\pmod {n}}}. Wenn {\displaystyle s=0}, gehe zum Schritt 2 zurück.
5. Die Signatur ist das Paar {\displaystyle (r,s)}.

Wenn {\displaystyle s} berechnet wird, sollte der Wert {\displaystyle z}, der aus {\displaystyle {\textrm {HASH}}(m)} stammt, in eine Ganzzahl umgewandelt werden. Dabei ist zu beachten, dass {\displaystyle z} größer als {\displaystyle n} sein kann, aber nicht länger.
Es ist entscheidend, dass für verschiedene Signaturen auch verschiedene {\displaystyle k}-Werte verwendet werden, ansonsten kann die Gleichung im Schritt 4 nach dem geheimen Schlüssel {\displaystyle d_{A}} aufgelöst werden: Aus zwei Signaturen {\displaystyle (r,s)} und {\displaystyle (r,s')}, die mit demselben, unbekannten {\displaystyle k} verschiedene bekannte Nachrichten {\displaystyle m} und {\displaystyle m'} signieren, kann ein Angreifer {\displaystyle z} und {\displaystyle z'} berechnen. Weil {\displaystyle s-s'=k^{-1}(z-z')} entspricht (alle Operationen in diesem Absatz werden mit modulo {\displaystyle n} durchgeführt), kann dann auch {\displaystyle k={\frac {z-z'}{s-s'}}} berechnet werden. Aus {\displaystyle k} kann der Angreifer wegen {\displaystyle s=k^{-1}(z+rd_{A})} auch den privaten Schlüssel {\displaystyle d_{A}={\frac {sk-z}{r}}} berechnen. Dieser Fehler in der Verschlüsselung wurde z. B. verwendet, um die Verschlüsselung in der Spielkonsole PlayStation 3 zu berechnen und damit die Beschränkung auf offiziell veröffentlichte Software auszuhebeln.

## Überprüfung einer Signatur
Wenn Bob die Echtheit einer von Alice erzeugten Signatur prüfen möchte, muss er eine Kopie ihres öffentlichen Schlüssels {\displaystyle Q_{A}} besitzen. Wenn er sich nicht sicher ist, dass {\displaystyle Q_{A}} ordnungsgemäß erzeugt wurde, muss er überprüfen, ob es sich wirklich um einen Schlüssel handelt (das neutrale Element wird mit {\displaystyle O} bezeichnet):
1. Überprüfe, ob {\displaystyle Q_{A}} ungleich {\displaystyle O} ist und dass die Koordinaten ansonsten valide sind
2. Überprüfe, ob {\displaystyle Q_{A}} auf der Kurve liegt
3. Überprüfe, ob {\displaystyle nQ_{A}=O}. Hier wird überprüft, ob {\displaystyle Q_{A}} ein Vielfaches des Erzeugers {\displaystyle G} ist. Falls in den Kurvenparametern der Kofaktor {\displaystyle h=1} ist, kann dieser Schritt weggelassen werden.

Danach führt Bob folgende Schritte durch:
1. Überprüfe, ob {\displaystyle r} und {\displaystyle s} ganze Zahlen sind und im Intervall {\displaystyle [1,n-1]} liegen. Wenn dies nicht der Fall ist, ist die Signatur ungültig.
2. Berechne {\displaystyle e={\textrm {HASH}}(m)}, wobei HASH die gleiche Funktion wie bei der Erzeugung der Signatur ist. Bezeichne mit {\displaystyle z} die {\displaystyle L_{n}} höchstwertigen Bits von {\displaystyle e}.
3. Berechne {\displaystyle w=s^{-1}{\pmod {n}}}.
4. Berechne {\displaystyle u_{1}=zw{\pmod {n}}} und {\displaystyle u_{2}=rw{\pmod {n}}}.
5. Berechne {\displaystyle (x_{1},y_{1})=u_{1}G+u_{2}Q_{A}}.
6. Die Signatur ist gültig, wenn {\displaystyle r=x_{1}{\pmod {n}}}, ansonsten ist sie ungültig.

Mit Hilfe von Straus’ Algorithmus (auch bekannt als Shamir's Trick) kann die Summe zweier skalarer Multiplikationen ({\displaystyle u_{1}G+u_{2}Q_{A}}) schneller berechnet werden.

## Normen und Standards

### ANSI
Der Standard X9.62-2005 des American National Standards Institute ist die maßgebliche Spezifikation von ECDSA, die von den nachfolgend genannten Standards als Referenz verwendet wird.

### NIST
Das US-amerikanische National Institute of Standards and Technology empfiehlt im Standard FIPS 186-4 fünfzehn elliptische Kurven.

### SECG
Die Standards for Efficient Cryptography Group (SECG) ist ein 1998 gegründetes Konsortium zur Förderung des Einsatzes von ECC-Algorithmen, welches im Dokument SEC1 auch den ECDSA spezifiziert.

### ISO/IEC
Die International Organization for Standardization und die International Electrotechnical Commission definiert ECDSA in dem internationalen Standard ISO/IEC 14888-3 (der ältere Standard 15946-2 wurde 2007 zurückzogen). Darin werden neben EC-DSA (die im Standard verwendete Abkürzung) noch die Varianten EC-GDSA (Elliptic Curve German Digital Signature Algorithm), EC-KCDSA (Korean Certificate-based Digital Signature Algorithm), EC-RDSA (Russian Digital Signature Algorithm), EC-SDSA und EC-FSDSA (Schnorr und Full Schnorr Digital Signature Algorithm) spezifiziert.

### BSI
Das Bundesamt für Sicherheit in der Informationstechnik legt in der Technischen Richtlinie TR-03111 Vorgaben und Empfehlungen u. a. für die Implementierung des ECDSA fest.

## Implementierungen

### Open Source
- OpenSSH: Ab Version 5.7 (24. Januar 2011) ist ECDSA und der Schlüsselaustausch via Elliptic Curve Diffie-Hellman (ECDH) aus dem RFC 5656[10] implementiert.[11][12]
- OpenSSL: Ab Version 0.9.8 (5. Juli 2005) implementiert.[13]
- BouncyCastle: Ab 10. März 2014[14]
- GnuTLS
- .Net-Framework ab Version 3.5[15]
- Bitcoin[16]